# Venezuela (canción)
Venezuela es una canción popular venezolana, con letra y música de los españoles Pablo Herrero Ibarz y José Luis Armenteros Sánchez, miembros fundadores del grupo musical Los Relámpagos y compositores de  canciones para artistas hispanos de renombre, consideradas clásicas. La popularidad y el sentimiento que evoca en los venezolanos es tal, que se la considera el tercer himno de Venezuela, el primero es el Himno Nacional (Gloria al Bravo Pueblo) y el segundo, «Alma llanera»...

## Historia
Fue escrita originalmente para ser interpretada por José Luis Rodríguez en el álbum «Atrévete» (Venezuela, 1980) /Me vas a echar de menos (España, 1981), pero no se incluyó. Entonces, se dio a conocer por primera vez por el cantante venezolano Balbino.

## Intérpretes
Ha sido versionada por varios artistas. Algunos han sido Mirla Castellanos, Bertín Osborne, Simón Díaz, Tambor Urbano, María Teresa Chacín, Luis Silva y Samo.

## Letra
Está compuesta por ocho estrofas. La música es repetida en dos partes, de la estrofa 1 a la 4, y de la 5 a la 8.
La línea «soy como el viento en la mies» es una frase curiosa que confunde a que quien la cante diga: «soy como el viento en la piel». La frase correcta es la primera en este párrafo. Mies se denomina al cereal cuando está maduro y listo para ser cosechado. En general, se dice mies para referirse a una cosecha y se usa mucho en los textos bíblicos: «Cuando entrares en la mies de tu prójimo, podrás cortar espigas con tu mano; mas no aplicarás hoz a la mies de tu prójimo». (Dt 23:25 RV-60).
Según el autor, el volcán en la frase «Soy desierto, selva, nieve y volcán» era la palabra perfecta para evocar el calor en contraposición con la nieve, aunque en ciertas páginas explican que se refiere al volcán submarino activo Kick-´Em-Jenny que supuestamente se encuentra a 218 km de la costa venezolana, a 130 m de profundidad y con una altura de 1 300  m. Sin embargo, este volcán pertenece a la isla de Grenada (si bien está próxima a la isla de Margarita).
También existe el Volcán del humo o fumarola de Sanare, en el Parque nacional Yacambú, cerca de la población de Sanare en las serranías de Cubiro y San Miguel, Latitud: N 9°45'36", Longitud: W 69°35'13.99".
También existe un mito de que los autores compusieron la canción sin haber visitado y pisado suelo venezolano y que solo conocían al país por medio de fotografías, testimonios, referencias bibliográficas y otras fuentes. Pero según una entrevista, se exclamó:

Te puedo aclarar todo lo que desees de la canción Venezuela ya que la compuse yo y no es cierto que no hayamos conocido ese maravilloso país. El tema se hizo para Balbino y para el sello TH (no sé si todavía existe). Estuvimos en Caracas antes y durante la grabación viviendo en Las Mercedes. Los fines de semana íbamos a la playa de Higuerote a descansar. Volvimos varias veces, una de ellas para producir el disco de Pavo Real. Conocimos Maracaibo, Canaima, la sabana y el Caribe. De eso se llenaron nuestros ojos. Creo que soy venezolano de adopción por que yo quiero y deseo serlo y esa canción me salió del alma. Es cierto lo del volcán pero era la palabra perfecta para evocar el calor en contraposición con la nieve… Tienes un fabuloso país, magnífico en sus contrastes y en sus paisajes pero lo mejor de todo… su gente. Un beso para todos.
Pablo Herrero.

## Estrofas
Llevo tu luz y tu aroma en mi piel

y el cuatro en el corazón

llevo en mi sangre la espuma del mar

y tu horizonte en mis ojos.

No envidio el vuelo ni el nido al turpial

soy como el viento en la mies

siento el Caribe como a una mujer*

soy así, qué voy a hacer.

Soy desierto, selva, nieve y volcán

y al andar dejo mi estela

el rumor del llano en una canción

que me desvela.

La mujer* que quiero tiene que ser

corazón, fuego y espuela

con la piel tostada como una flor

de Venezuela.

Con tu paisaje en mis sueños me iré

por esos mundos de Dios

y tus recuerdos al atardecer

me harán más corto el camino.

Entre tus playas quedó mi niñez

tendida al viento y al sol,

y esta nostalgia que hoy sube a mi voz

sin querer se hizo canción

De los montes quiero la inmensidad

y del río la acuarela

y de tí los hijos que sembrarán

nuevas estrellas,

Y si un día tengo que naufragar

y el tifón rompe mis velas,

enterrad mi cuerpo cerca del mar

en Venezuela.

- Si el tema es interpretado por una mujer se sustituye "como a una mujer" por "como a un gran querer" y "La mujer que quiero" por "El amor que quiero".